# Манфреди, Карло II
Карло II Манфреди (итал. Carlo II Manfredi; 1439, Фаэнца — 1484, Римини) — правитель Фаэнцы в 1468—1477 годах. Старший сын Асторре II Манфреди и его жены Джованны Вестри, дочери графа Кунео.

## Биография
В 1468 году наследовал отцу в должности папского викария Фаэнцы, сеньора Савиньяно, Ориоло и др. У Асторре II к моменту его смерти было шестеро детей: дочери Барбара и Элизабетта, которых он в 1462 году выдал замуж за Пино III Орделаффи, синьора Форли, и его брата Франческо; и четверо сыновей, тут же вступившие в борьбу за власть. Победу одержали Карло II (1439—1484) и Федерико Манфреди (1440—1488), избранный в 1471 году епископом Фаэнцы. Двое младших братьев, Галеотто и Ланчилотто, посчитали себя обездоленными и в 1476 году бежали из города, найдя убежище сначала в Равенне, затем в Форли.
Карло II и Федерико правили Фаэнцей девять лет. Они развернули грандиозное городское строительство, при этом не очень считаясь с земельными правами граждан. Их деятельность вызвала недовольство чрезмерным ростом налогов и цен. Последней каплей стало повышение цен на зерно с 45 до 50 сольдо за корзину.
15 ноября 1477 года в Фаэнце вспыхнуло восстание. Когда толпа разгромила епископский дворец, восставшие обнаружили в нём 8000 больших корзин зерна, более 20 000 фунтов масла и вина и другие запасы продуктов.
Изгнанием Карло и Федерико воспользовался их брат Галеотто Манфреди (1440—1488), который при поддержке правителя Флоренции Лоренцо Медичи и некоторых других союзников вернулся в Фаэнцу и был провозглашён новым сеньором. Его власть над Фаэнцей признала и Венеция.

## Семья
Карло II Манфреди 9 августа 1471 года женился на Констанции да Варано, дочери Родольфо да Варано, сеньора Камерино. Сын:
- Оттавиано (1472—1500).

Карло II умер в Римини от чумы в 1484 году.